# Jane Evelyn Atwood

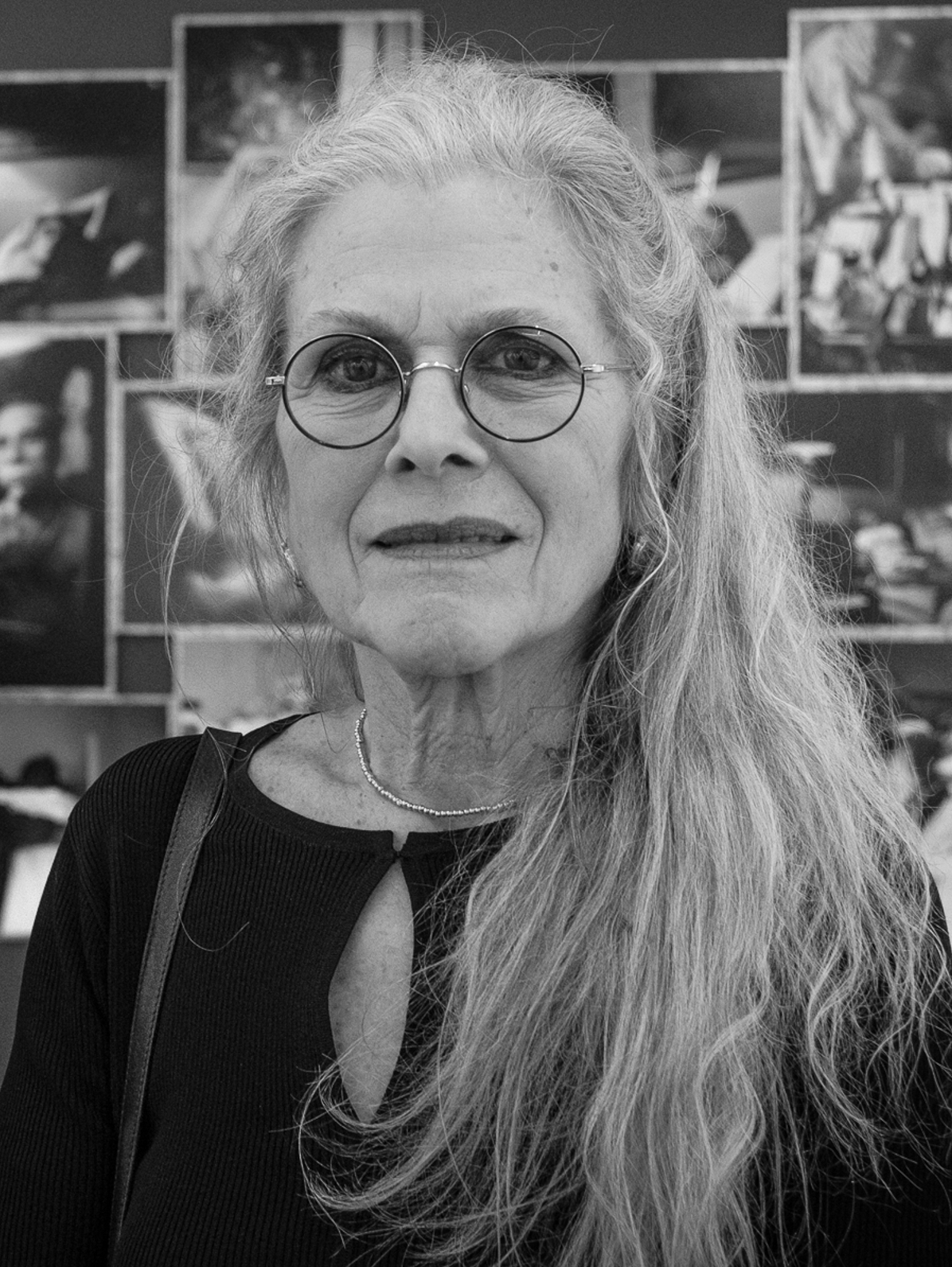
Jane Evelyn Atwood (2020)

Jane Evelyn Atwood (* 15. Dezember 1947 in New York City, Massachusetts, Vereinigte Staaten) ist eine französisch-amerikanische Fotografin und Fotojournalistin. Sie ist bekannt für ihre Bücher über Pariser Prostituierte in der Rue des Lombards und inhaftierte Frauen.

## Leben und Werk
Atwood schloss 1970 das Bard College ab. 1971 zog sie nach Paris und arbeitete im Ministerium für Post und Telekommunikation, wo sie Presseberichte verfasste und Englischunterricht gab, um ihren Lebensunterhalt zu verdienen. 1975 kaufte sie ihre erste Kamera und erlernte das Fotografieren. In ihrem ersten Dokumentarprojekt fotografierte sie Prostituierte in der Stadt und seitdem konzentrierte sie sich in ihrer Arbeit auf Menschen, die am Rande der Gesellschaft leben.
Atwood bekam 1980 das erste W. Eugene Smith Stipendium, um ein 1977 begonnenes Projekt über das Leben blinder Kinder fortzusetzen. Sie verfasste 1983 eine Reportage über die Fremdenlegion, wobei sie achtzehn Monate lang Soldaten in Beirut, im Libanon und im Tschad begleitete. Ihre Fotografien wurden in LIFE, Géo, Stern, Paris-Match, dem New York Times Magazine und anderen Zeitschriften veröffentlicht. Ihre erste Retrospektive Documents wurde 1990 im Rahmen des Monats der Fotografie (Le Mois de la Photo) in Paris uraufgeführt.
Atwood gibt ihren Motiven die Gelegenheit, selbst über ihre Lebenswirklichkeiten zu sprechen. Indem sie ihre Bilder mit diesen Geschichten verbindet, erweitert Atwood die Tradition der Dokumentarfotografie, die sich auf Menschen konzentriert, die am Rande der Mainstream-Kultur leben. Sie fotografiert fast immer in Schwarzweiß und nur selten nutzte sie die Farbfotografie für ihre Arbeit wie beispielsweise in einer Serie über Haiti.
Sie arbeitet bevorzugt in Langzeitprojekten und engagiert sich für Menschen, die von der Gesellschaft oft ignoriert werden. Sie hat mehr als 15 Bücher publiziert, darunter Rue des Lombards, ihre erste Geschichte über Pariser Prostituierte, Pigalle People, über die Transgender Community des Pariser Rotlichtviertels,Darya über eine ukrainische Altenpflegerin in Italien. Besondere Bedeutung hat ihre in über zehn Jahren erarbeitete Serie Too Much Time', Women in Prison, die bis heute als Referenz für die Haftbedingungen von Frauen gilt. Es folgten zahlreiche Langzeitprojekte, darunter Serien über die Fremdenlegion, AIDS oder Landminenopfer.
Eines ihrer intensivsten Projekte, sowohl zeitlich als auch geografisch ist die Serie über die Bedingungen von inhaftierten Frauen. In zehn Jahren bereiste sie 40 Gefängnisse in neun europäischen Ländern und in den USA. Für diese Serie wurde sie 1997 mit dem Leica Oskar Barnack Award ausgezeichnet. Atwood hat dies zum Thema ihres Dokumentarfilms Too Much Time gemacht, einer Untersuchung über die Erfahrungen von Frauen im Gefängnis. Seit 1980 hat sich die Zahl der Frauen in US-Gefängnissen verzehnfacht. Ähnliche Statistiken gelten für neun weitere Länder weltweit, in denen es Atwood gelang, in das Gefängnissystem einzudringen. Sie fotografierte, interviewte weibliche Gefangene und ihre Wärter und sammelte Zeugenaussagen.
Von 2000 bis 2003 interviewte und fotografierte Atwood Landminenopfer in Kambodscha, Mosambik, Kosovo, Angola und Afghanistan und veröffentlichte 2004 in Zusammenarbeit mit Handicap International das Buch
Sentinelles de l'ombre (Éditions du Seuil).

## Auszeichnungen und Ehrungen  (Auswahl)
- 1980: W.-Eugene-Smith-Preis (erste Verleihung)
- 1983: FIACRE-Stipendium, Kulturministerium, Frankreich
- 1984: Kodak-Preis für Fotokritik
- 1988: FIACRE-Stipendium, Kulturministerium, Frankreich
- 1990: Grand Prix von Paris, Wettbewerb für Fotojournalismus
- 1994: Stipendium der Erna und Victor Hasselblad Foundation
- 1994: Ernst-Haas-Preis
- 1996: Grand Prix Portfolio SCAM (Roger-Pic-Preis)
- 1996: Marc-Flament-Preis
- 1997: Leica Oskar Barnack Award[8]
- 1998: Alfred-Eisenstaedt-Preis, Columbia University / LIFE Magazine
- 2000: France Info-Preis für ihr Buch Too Many Punishments: Women in Prison
- 2003: Stipendium der Erna und Victor Hasselblad Foundation
- 2005: Charles-Flint-Kellogg-Preis für Kunst und Literatur
- 1997: Leica Oskar Barnack Award
- 2018: Le Grand Prix Photo Albert Kahn[9]
- 2022: Officier de Ordre des Arts et des Lettres[10]

## Ausstellungen (Auswahl)
- 1981: In a Tradition. Centre international de la photographie, New York
- 1982: Genf, Montpellier
- 1983–1984: Galeries Fnac, Paris, Nizza, Toulouse, Metz, Colmar
- 1986: Musée de la Photographie, Charleroi
- 1986: Verneuil Saints-Pères Galerie, Paris
- 1992: Musée d'’Orange, Frankreich
- 1997: Biennale de Turin
- 1998–2005: Trop de Peines, Femmes en prison, Wanderausstellung
- 2002: Photoforum Pasquart
- 2005: Jean-Louis – Vivre et mourir du Sida, Galerie CamàYeux, Marseille
- 2008: Les Rencontres d’Arles, Frankreich
- 2011: Photographies 1976–2010, Maison Européenne de la Photographie, Paris
- 2018: Les Rencontres d’Arles, Frankreich
- 2019: Histoires de prostitution, Paris 1976–1979, Maison de la photographie Robert-Doisneau à Gentilly[11]
- 2020: Photographies 1976–2010, La Filature, Mülhausen
- 2022: Soul, Chanel Nexus Hall, Tokio[12]
- 2022: Sept histoires (1976–2010), Festival MAP, Château de Laréole

## Veröffentlichungen (Auswahl)
- PIGALLE PEOPLE: 1978–1979. BEC EN AIR, 2018, ISBN 978-2-36744-126-9.
- Jane Evelyn Atwood: Rue Des Lombards. ED XAVIER BARRAL, 2011, ISBN 978-2915173796.
- Jane Evelyn Atwood: Photo Poche n°125. ACTES SUD, 2010, ISBN 978-2-7427-8964-1.